# Feriado (filme)
Feriado é um drama da chegada da maturidade roteirizado e dirigido por Diego Araujo. O filme teve sua estreia mundial em 2014 no Festival de Berlim.